# محمد اليماحي (لاعب كرة قدم مواليد 2003)
محمد اليماحي (مواليد 10 سبتمبر 2003، لاعب كرة قدم إماراتي يجيد اللعب كظهير أيسر مع نادي العروبة معار من نادي الجزيرة في دوري الخليج العربي الإماراتي.

## مسيرة اللاعب
بدأ مع نادي الجزيرة و أعير إلى نادي كلباء ونادي العروبة.